# 해인사
해인사(海印寺)는 대한민국 경상남도 합천군 가야면 치인리 가야산 중턱에 있는 사찰이다.
고려 재조대장경(팔만대장경)이 유명하다. 중심 전각은 대적광전(大寂光殿)이며, 비로자나삼존불이 모셔져 있다. 대한불교 조계종 제12교구 본사로 150여 개의 소속사찰을 거느리고 있다.
유네스코 세계문화유산이 2개나 있다. 세계기록유산은 팔만대장경이고, 세계문화유산은 장경판전이다.
신라의 진성여왕과 각관 위홍, 6.25전쟁의 김영환 대령, 성철스님과 혜암스님의 일화가 남아있다.
2023년 5월 4일부터 무료입장이 가능해졌다.

## 삼보사찰(三寶寺刹)
천수경의 <발원이귀명례삼보>에서, "나무상주시방불, 나무상주시방법, 나무상주시방승"이라는 말이 나온다.
불교의 3가지 보물인 삼보는 부처님, 부처님의 법, 스님이다. 우리나의 삼보사찰도 각각 삼보를 대표하는 사찰이다.
해인사는 바로 법보사찰이다.
- 불보사찰 : 경상남도 양산시 통도사는 부처님의 진신사리(진짜 부처님 몸에서 나온 사리)를 모시고 있다.
- 법보사찰 : 경상남도 합천군 해인사는 고려 제조대장경(팔만대장경)을 보관하고 있다.
- 승보사찰 : 전라남도 순천시 송광사는 예로부터 이름 난 스님들이 많이 있었다.

## 역사

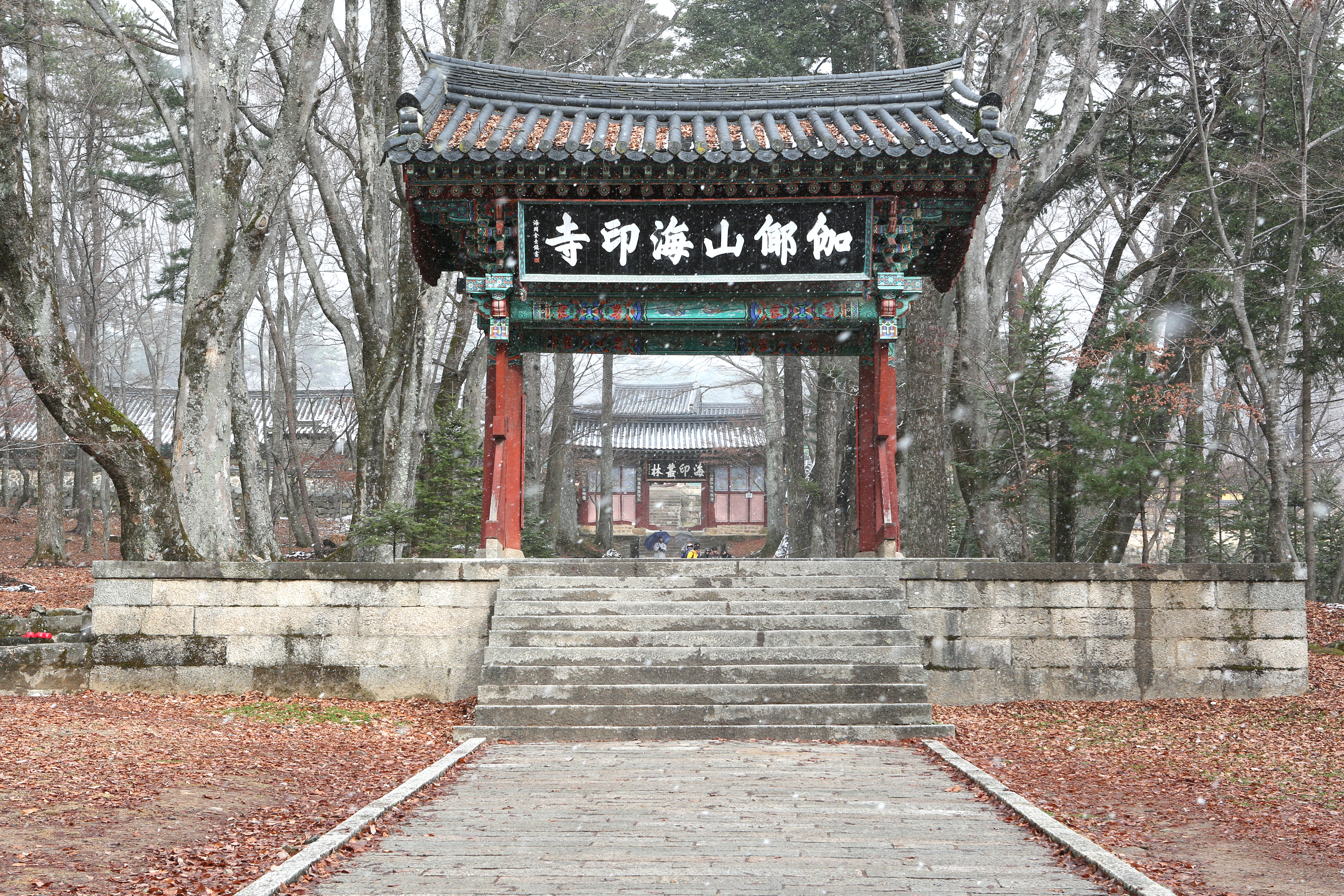
해인사 일주문의 눈 오는 풍경

남북국시대 통일신라 최치원이 지은 「신라 가야산 해인사 선안주원벽기」와 고려 태조 26년에 지어진 「가야산해인사고적」에 해인사의 창건이 기록되어 있었다.
이 기록들이 1874년(조선 고종 11년)에 판각된 해인사 종합 문헌인 「가야산 해인사고적」에 실려있다.

### 남북국시대
- 802년(통일신라 애장왕 3년) : 순응(順應)과 이정(利貞)이 왕비의 병을 낫게 해주어서, 애장왕의 도움으로 창건을 시작했다.[4]
- 865년(통일신라 경문왕 5년) : 이정에 이어 주지가 된 결언대덕(決言大德)이 해인사를 이어나갔다.[5]
- 통일신라 진성여왕 : 진성여왕은 삼촌 위홍이 사망하자, 그를 혜성대왕(惠成大王)으로 추봉했다. 해인사 이름을 혜성대왕원당으로 바꾸고[6], 원당을 지어 추모했다. 여왕은 해인사 주위로 거처를 옮겨 생을 마감했다.[7]

### 후삼국시대
- 920년대 말 : 고려 태조 왕건이 후백제군과 해인사 인근에서 전투를 하였다. 왕건이 당시 해인사 주지인 희랑대사의 도움으로 청했고[8], 이에 희랑대사가 승병을 보내 승리에 도움을 주었다.[9]
- 935년 : 경순왕의 막내아들 김덕지(金德摯) 왕자가 법명을 범공(梵空)이라하고 출가하였다. 신라가 망하자 경순왕의 어진을 제작하여 해인사에 봉안하였고, 해인사에서 입적하였다.[10]

### 고려시대
- 고려 건국 후 : 태조 왕건이 희랑대사의 공덕을 높이 사서 해인사를 증축하고 국찰(國刹)로 삼았다. 토지를 하사하고 국가의 중요문서를 보관하기 시작했다.[11]

### 조선시대
이후 해인사는 5차례가 넘는 화재로 인해 여러 번 중창되었다. 현재의 전각은 대부분 조선 말기 때의 것이며, 3층 석탑·석등 등이 현존한다.
- 1393년(조선 태조 2년) : 정중탑을 중영(重營)하고 해인사를 중창하였다. 고려대장경판이 해인사에 봉안 되었다.[12]
- 1481년( 조선 성종 12년) : 이후 8년간 중건하였다.

### 대한민국
- 1951년 9월 : 6.25전쟁 당시 김영환 대령이 해인사 폭격 명령을 거부하여 해인사와 팔만대장경을 지켰다.
- 1993년 : 성철 스님이 입적했다.

## 인연있는 인물들

### 진성여왕과 각간 위홍
남북국시대 통일신라 진성여왕은 신라의 마지막 여왕이다. 삼촌인 위홍과 사랑을 나누었고, 위홍이 죽자 해인사에 원당을 만들어 추모했다. 이 원당이 지금의 원당암이다.

#### 쌍둥이 비로자나불
예전에는 해인사에 법보전과 대적광전에는 비로자나불이 각각 하나씩 있었다. 학계와 불교계에서는 표현 양식으로 추론하여 조선시대 불상으로 여겨 그리 중요하게 생각하지 않았다(워낙 중요한 문화재가 많으니).
그러다 2005년 7월에 법보전 비로자나불 안에서 남북국시대(통일신라)의 글씨가 나왔다. 불상 시료를 미국까지 보내 조사한 결과 남북국시대 통일신라 불상임이 밝혀졌다.
비로자나불 안의 글씨 내용은 "대각간의 등신불과 오른편에 부인의 등신불을 2위 만드노니~"였다. 대각간은 대구화상와 함께 삼대목을 편찬한 각관 위홍이고, 대간각의 부인은 진성여왕으로 현재 추정하고 있다.
지금은 대비로전에 쌍둥이 비로자나불이 함께 모셔져 있다.

### 김영환 대령
해인사는 광복 후 한국전쟁 때 위기를 맞게 된다. 1951년 9월, 인천상륙작전 이후 대한민국으로 전세가 역전되면서 퇴각하지 못하고 남은 1천여 명의 북한군 잔당들이 해인사를 중심으로 게릴라 전을 전개했다. 이에 UN군에서는 폭격기 4대로 해인사를 폭격하라는 명령을 내렸다.
그러나, 당시 공군 편대장이었던 김영환 대령은 해인사와 팔만대장경과 해인사를 지키려고 명령을 따르지 않았다. 해인사에 적군들이 숨어 있는 것을 알면서도 명령에 불복 하고 해인사 안에 숨어 있는 적군들에게 폭탄을 투하하지 않았던 것이다.
이로써 해인사는 폭격당할 위기를 넘기게 되었다. 김영환은 그 공으로 대령에서 준장으로 진급했다. 2002년 6월 해인사 삼선암 입구에 그를 기리는 공적비를 세웠다.

### 성철스님과 혜암스님

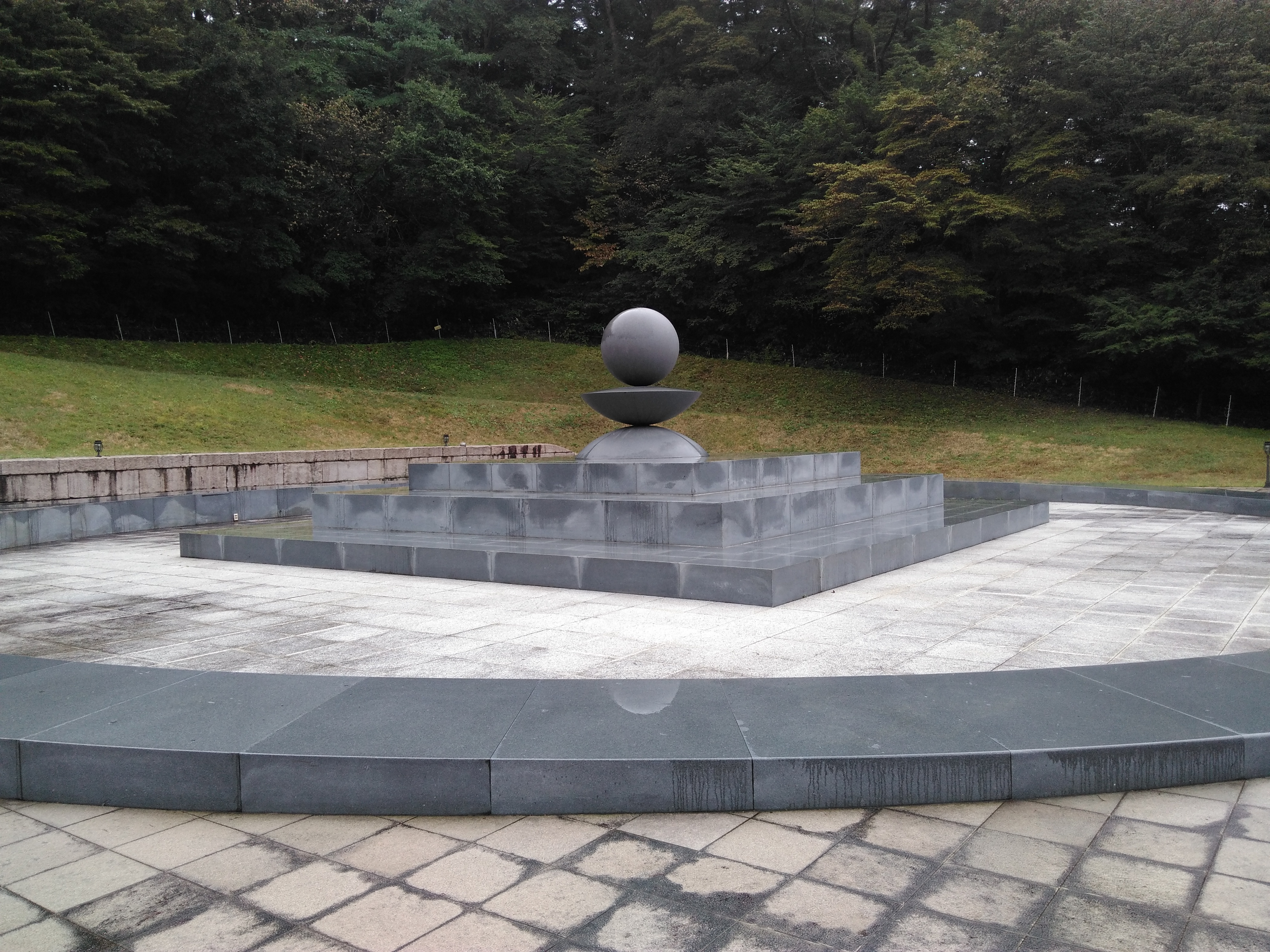
퇴옹당 성철대종사 사리탑

#### 성철스님
대구 팔공산 파계사 성전암에서 10년 동안 눕지 않고 앉아서만 수행을 하였다. 1967년 해인총림 초대 방장으로 취임하였다. 조계종에서 종정으로 모실려고 했지만, 81번을 사양했다.
이후, 6대와 7대 종정을 역임하면서 처음 매스컴에 모습을 드러냈다. 절을 3천배 한 사람에게만 잠깐 접견을 허용했을 따름이다.
‘산은 산이요, 물은 물이다’라는 법어로 유명하다.

#### 혜암스님
해인총림 방장, 조계종 원로회의 의장 등을 거쳐 조계종 제10대 종정을 지냈다.
화두수행을 강조했고, "공부하다 죽어라."라는 말로 유명하다.

## 주요 볼거리
- 대적광전 : 비로자나불을 모시는 전각으로 해인사의 주된 전각이다.
- 장경판전 : 팔만대장경을 보관하고 있는 전각이다.
- 대비로전 : 쌍둥이 비로자나불을 모신 전각이다.
- 국사단 : 산신과 토지신을 모신 곳이다.[20]
- 구광루
- 해인범종

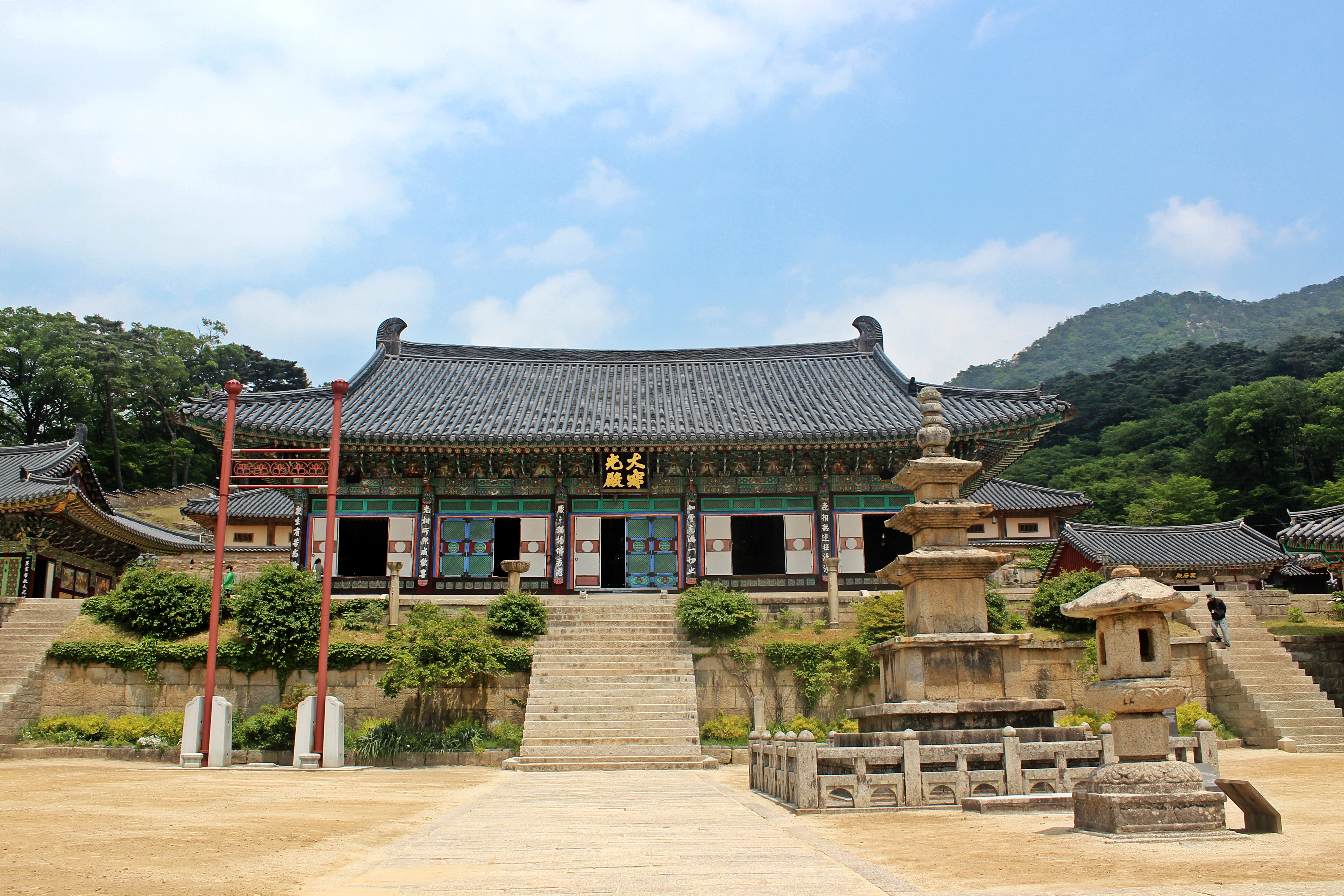
대적광전
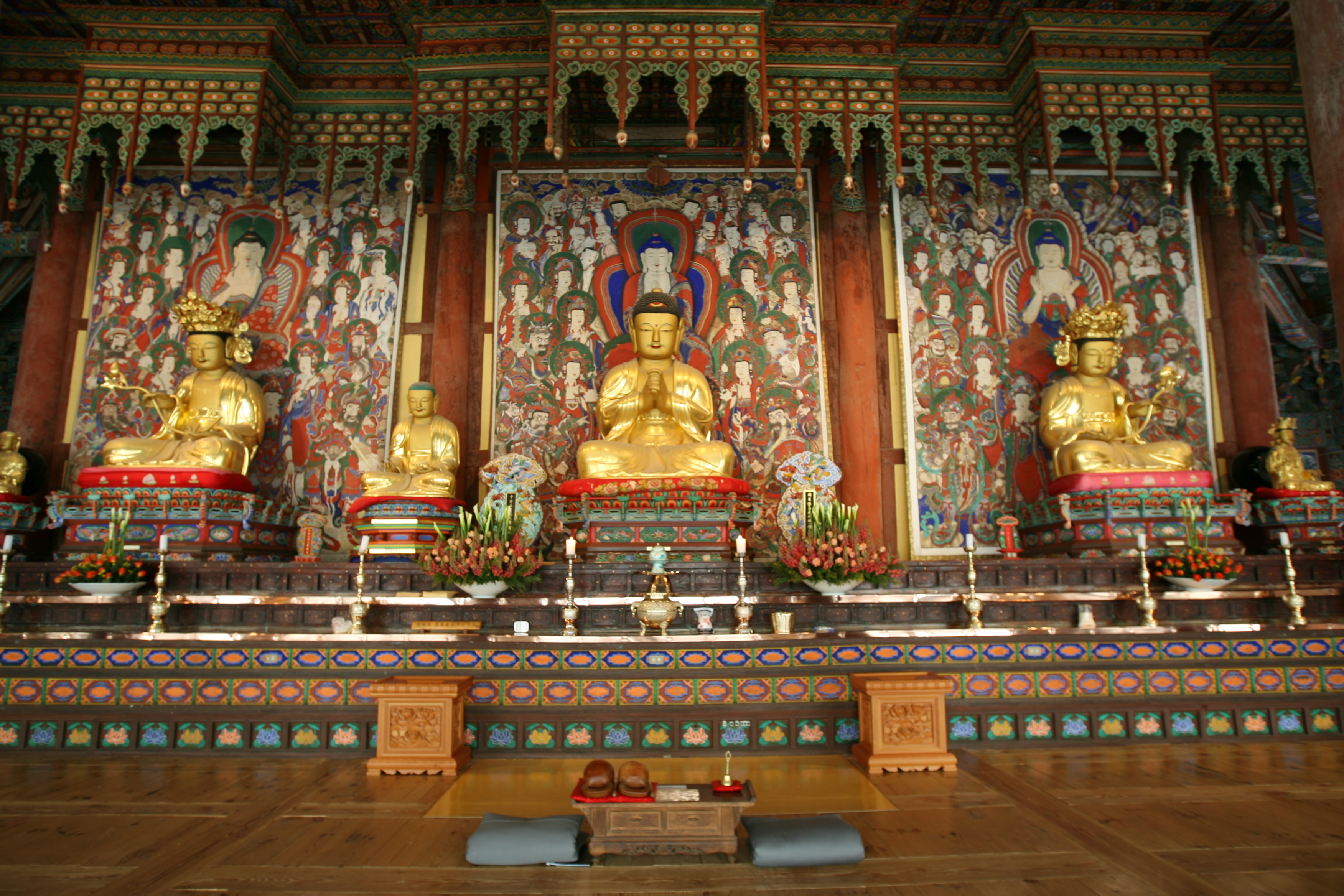
대적광전 비로자나 삼존불
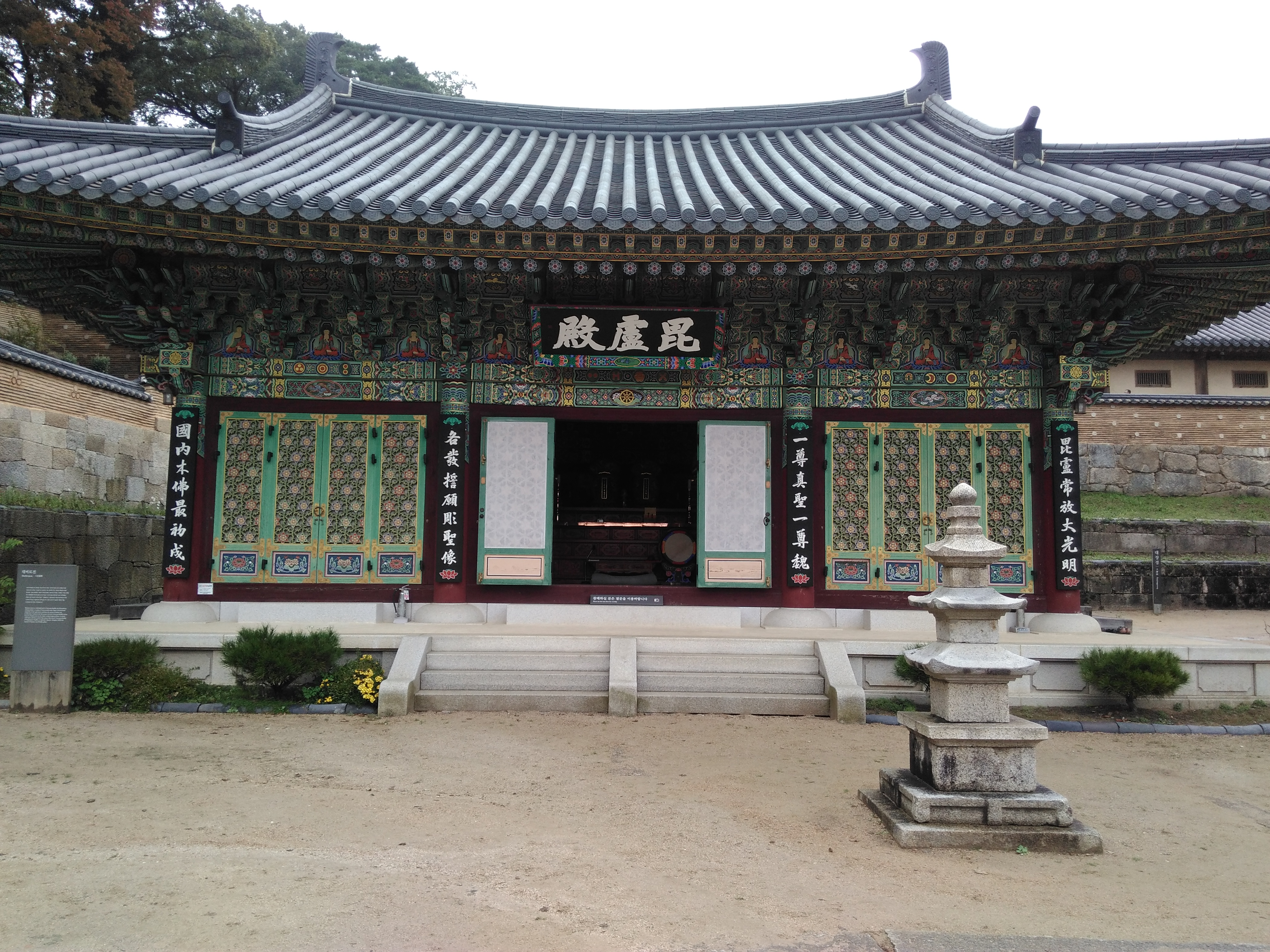
대비로전
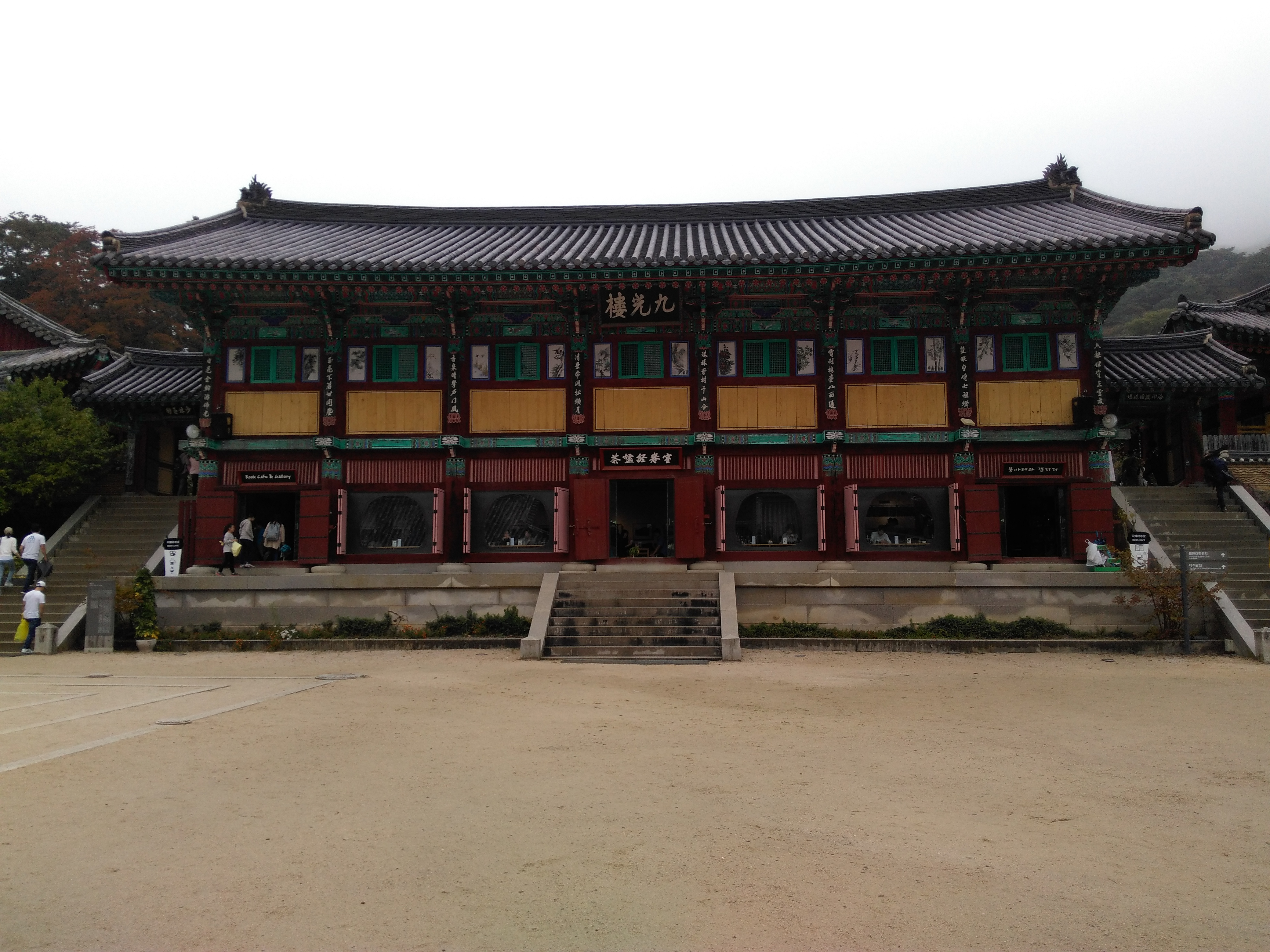
구광루
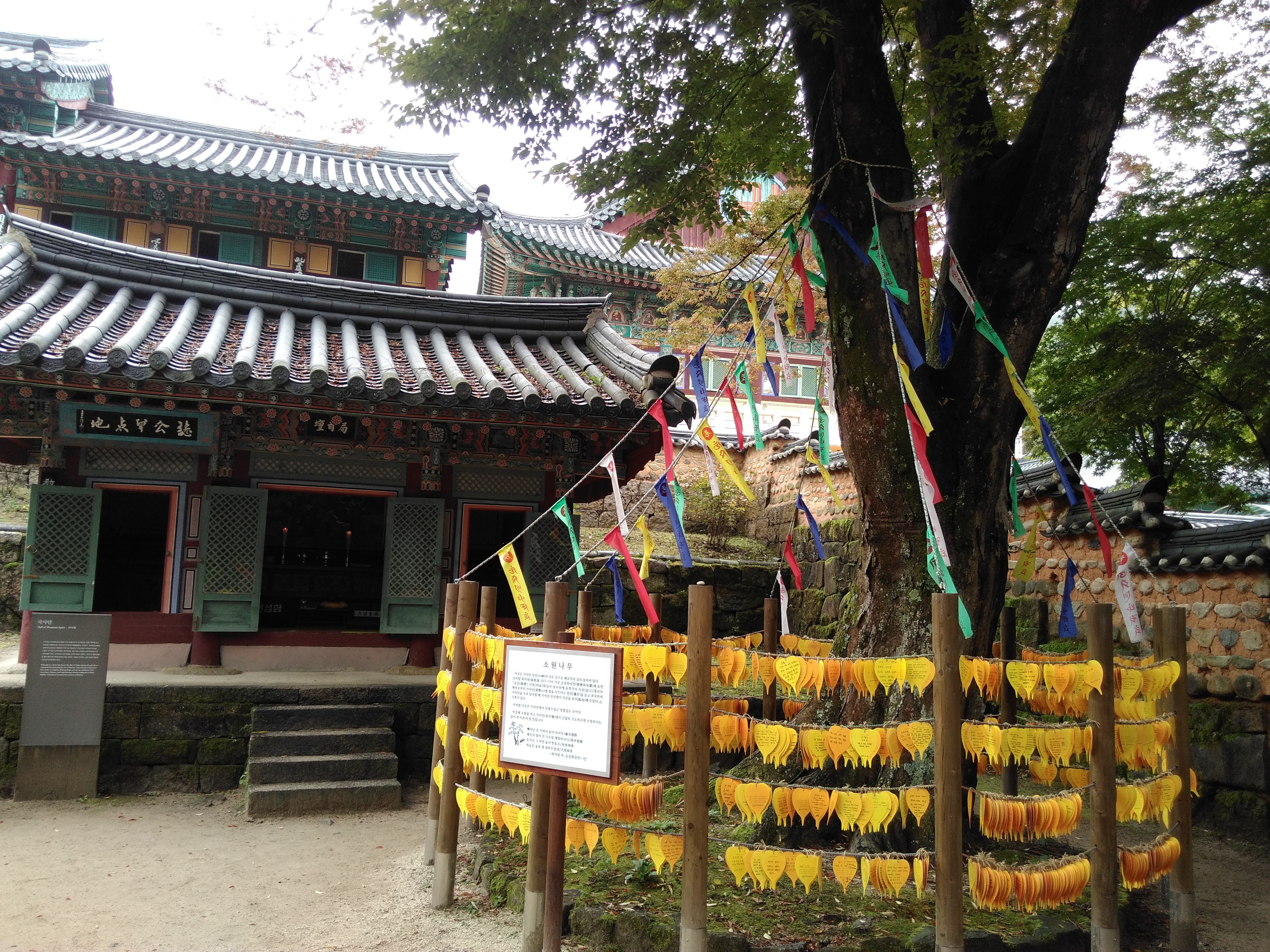
국사단
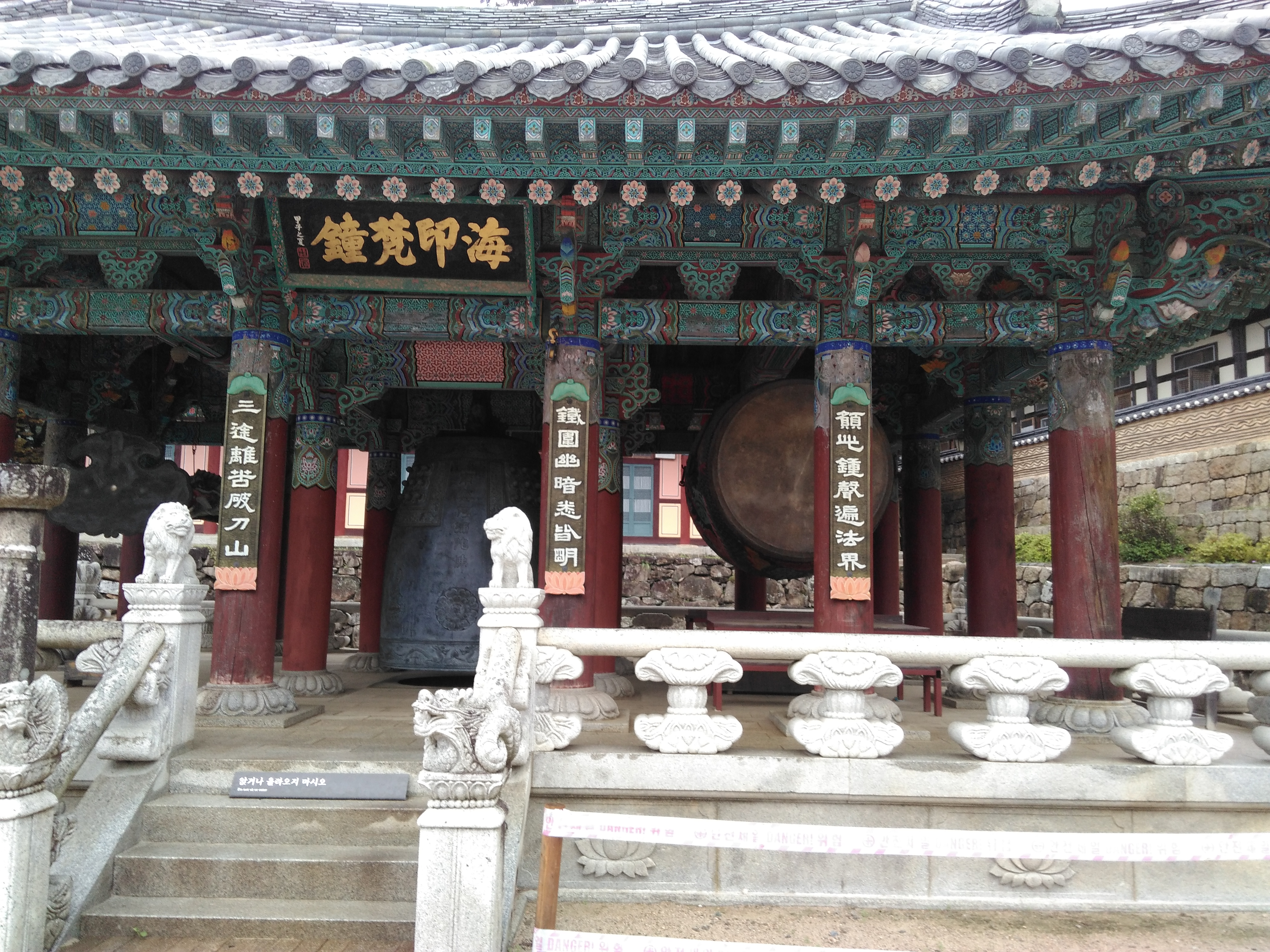
해인범종

## 문화재
해인사는 유네스코 세계유산, 국보, 보물 등 국가지정문화재가 20여 점이나 된다. 세계기록유산이자 국보 제32호인 팔만대장경을 비롯해서, 세계문화유산이자 제52호인 장경판전이 있다.
또한 국보 제206호로 지정된 고려목판까지 국보가 3점이며, 보물이 20여 점에 사적과 명승, 천연기념물, 중요민속자료 등이 각 1점씩 있다. 다음은 해인사가 보유한 문화재 목록이다.

### 유네스코 세계유산

#### 세계기록유산(팔만대장경)
같은 시기에 만들어진 동양 각국의 대장경과 비교할 때 오탈자가 거의 없다. 글꼴이 한 사람이 새긴 듯이 일정해서 자체가 예술품처럼 느껴지는 고려 재조대장경이다.

#### 세계문화유산(장경판전)
해인사 가장 높은 곳에 자리 잡고 있다. 아름답기도 하지만 과학적 설계는 지금도 찬탄을 자아낸다.

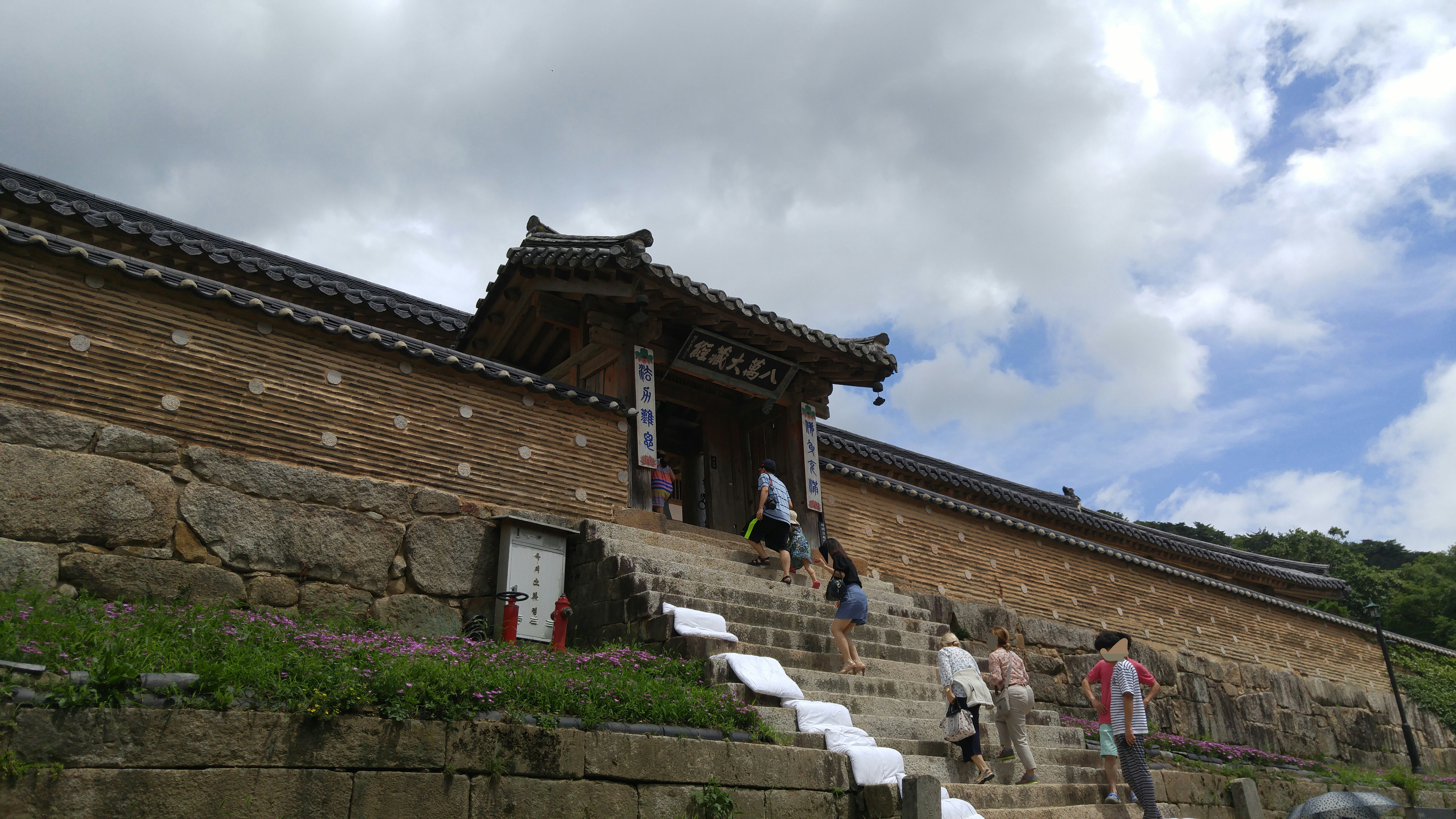
장경판전 앞 계단
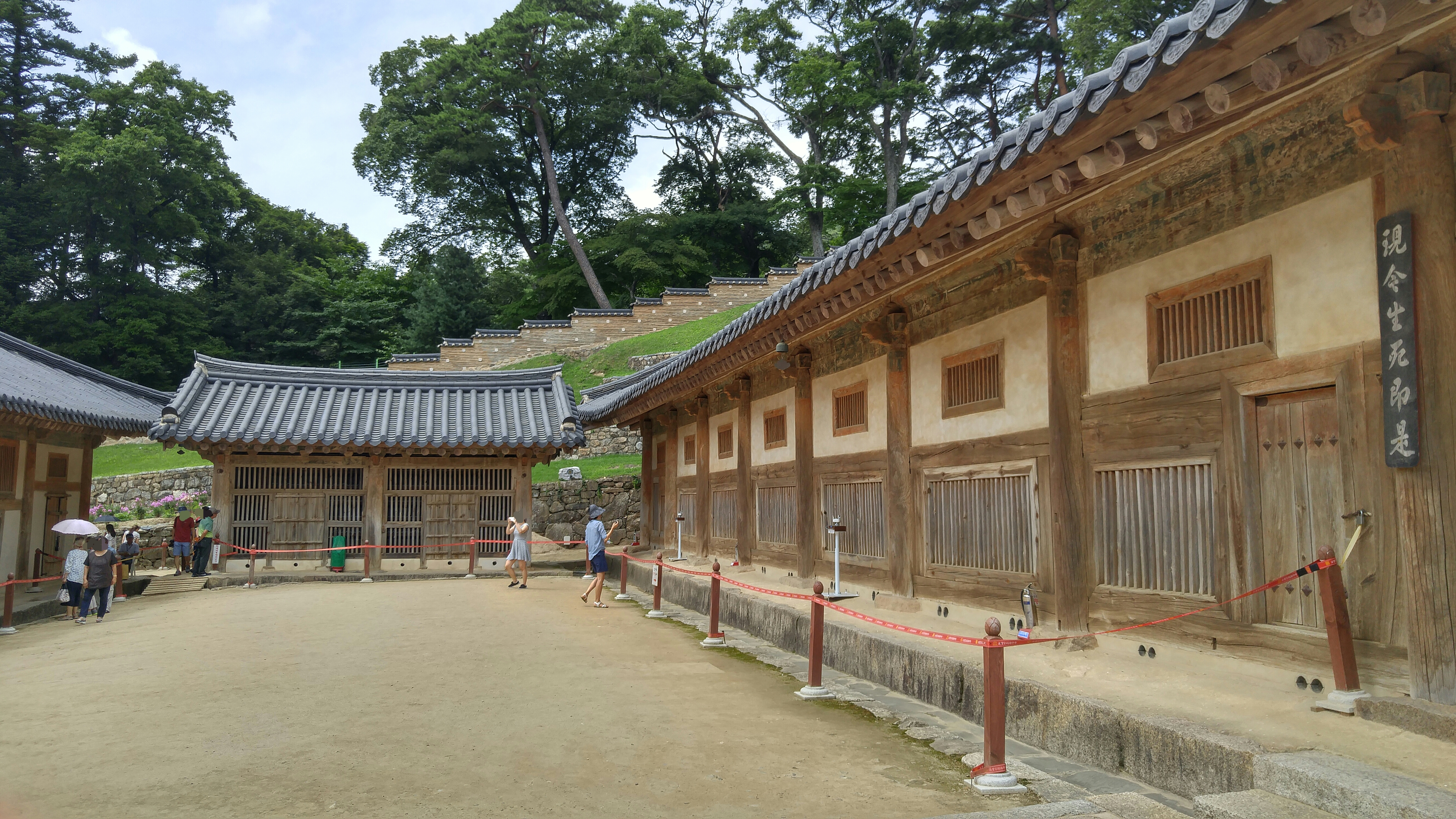
장경판전
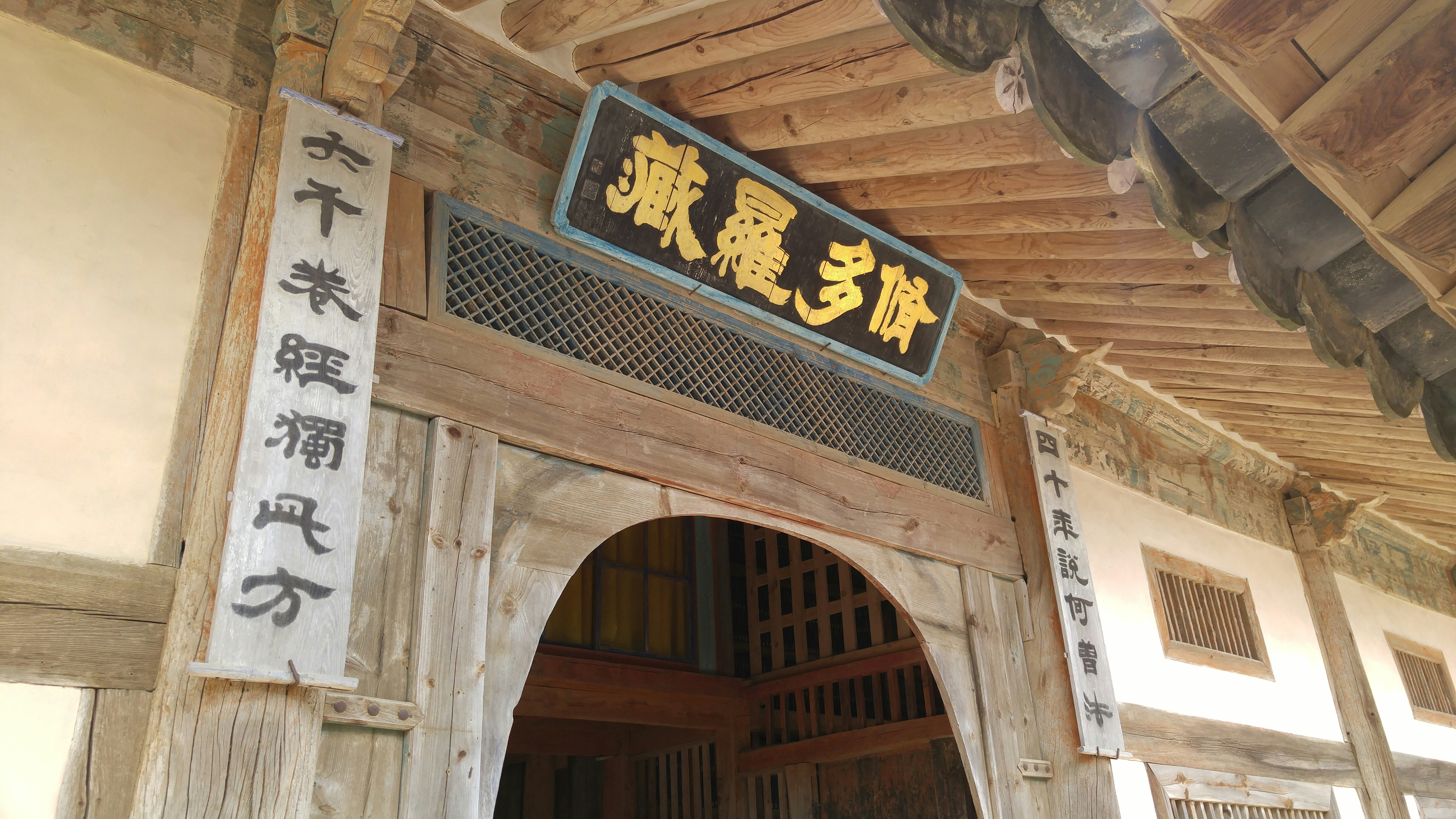
장경판전 전각 입구
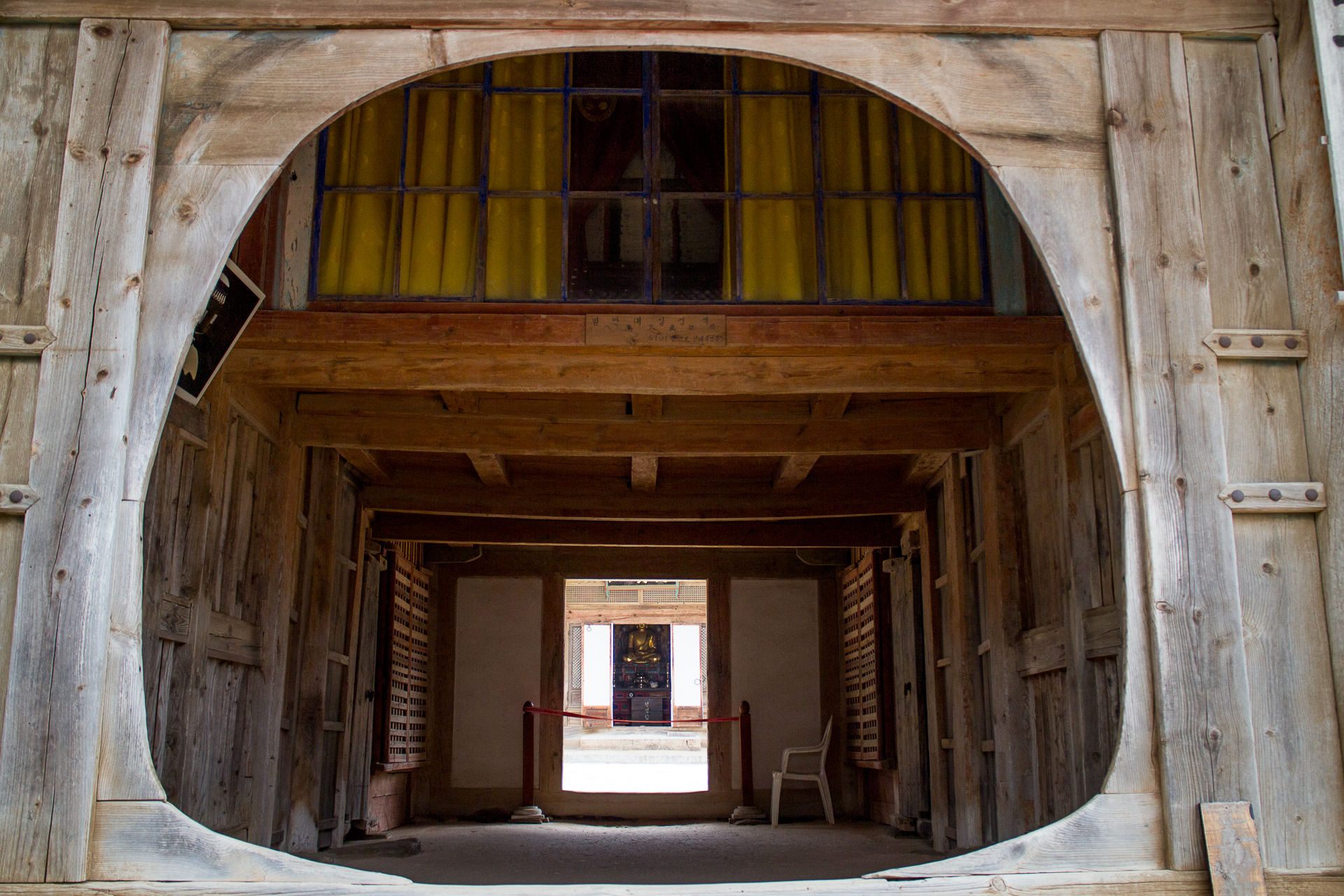
장경판전 전각 입구에서 들여다 보는 장경판전
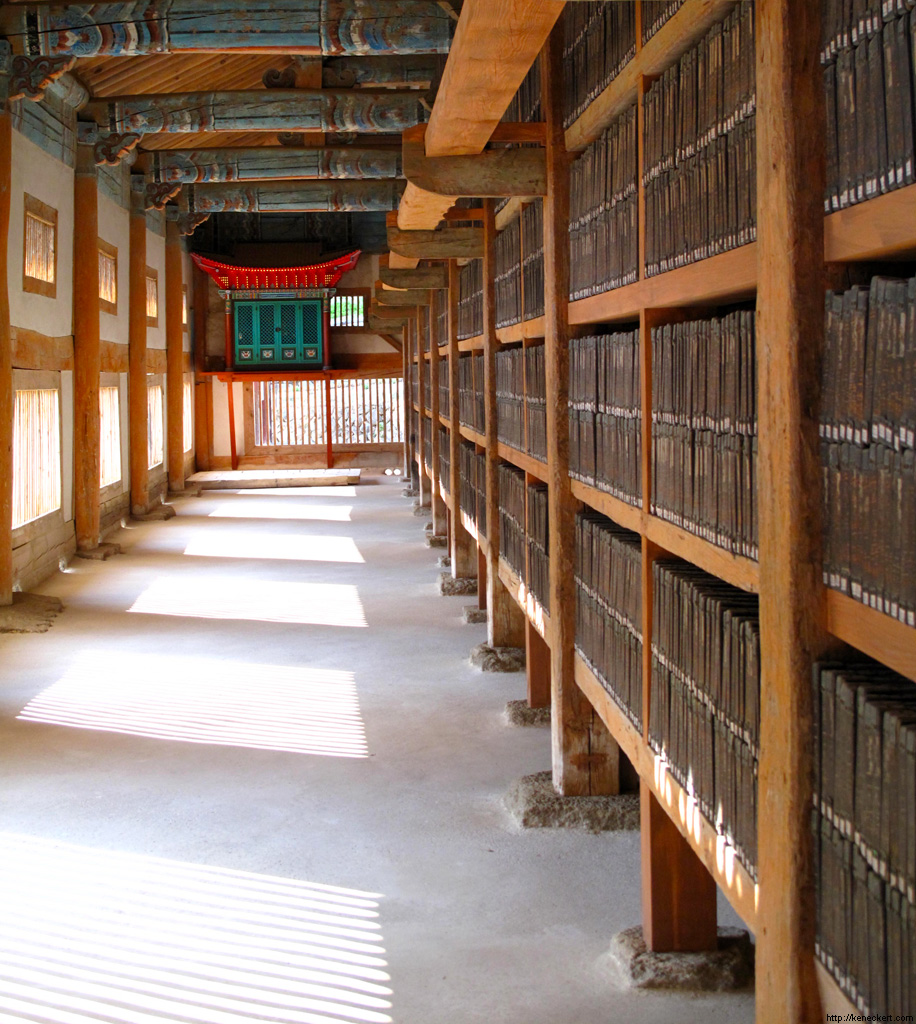
장경판전 내부의 대장경판들

### 국보
- 국보 제32호 합천 해인사 대장경판
- 국보 제52호 합천 해인사 장경판전
- 국보 제206호 합천 해인사 고려목판
- 국보 제333호 합천 해인사 건칠희랑대사좌상

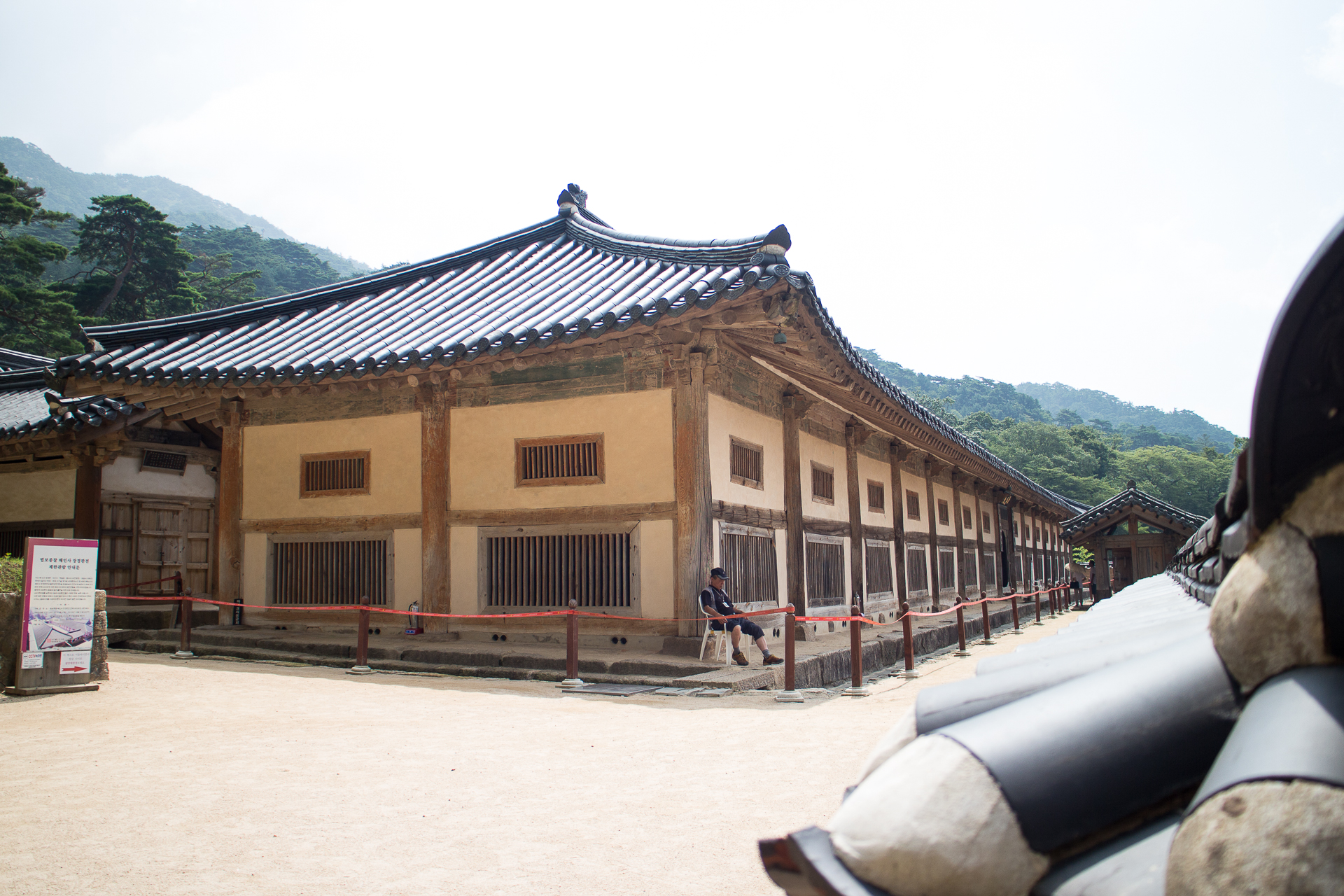
국보 52호 장경판전
국보 206호 고려목판
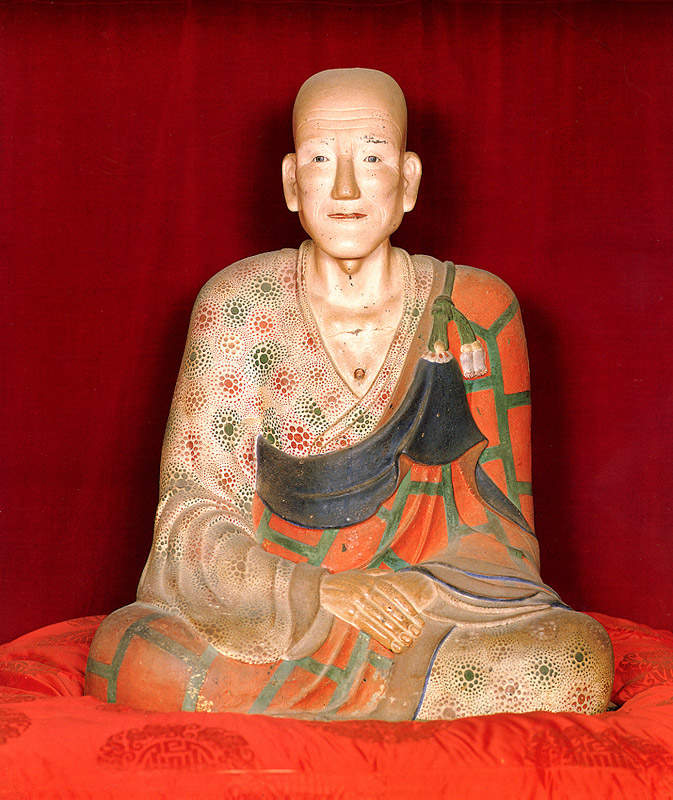
국보 333호 건칠 희랑대사 좌상

### 보물
- 보물 제128호 합천 반야사지 원경왕사비
- 보물 제129호 합천 월광사지 동ㆍ서 삼층석탑
- 보물 제222호 합천 치인리 마애여래입상
- 보물 제264호 합천 해인사 석조여래입상
- 보물 제518호 합천 해인사 원당암 다층석탑 및 석등
- 보물 제734호 합천 해인사 고려목판
- 보물 제1208-2호 춘추경좌씨전구해 권60~70
- 보물 제1242호 합천 해인사 길상탑
- 보물 제1253호 해인사 동종
- 보물 제1273호 해인사 영산회상도
- 보물 제1300호 합천 해인사 홍제암
- 보물 제1301호 합천 해인사 홍제암 사명대사탑 및 석장비
- 보물 제1697호 합천 해인사 감로왕도
- 보물 제1777호 합천 해인사 법보전 목조비로자나불좌상 및 복장유물
- 보물 제1778호 합천 해인사 법보전 목조비로자나불좌상 복장전적
- 보물 제1779호 합천 해인사 대적광전 목조비로자나불좌상 및 복장유물
- 보물 제1780호 합천 해인사 대적광전 목조비로자나불좌상 복장전적
- 보물 제1799호 합천 해인사 지장시왕도
- 보물 제1806호 합천 해인사 내전수함음소 권490 목판
- 보물 제2072호 합천 해인사 원당암 목조아미타여래삼존상 및 복장유물
- 보물 제2075호 합천 해인사 원당암 목조아미타여래삼존상 복장전적-제다라니

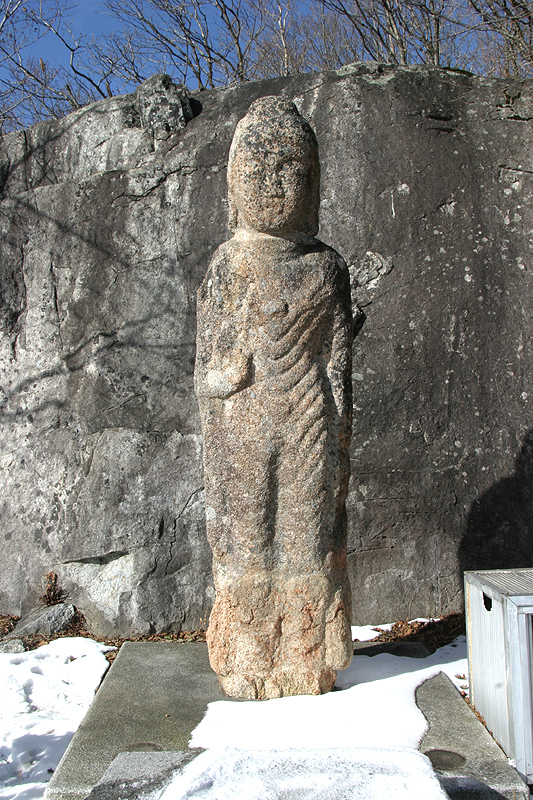
보물 264호 석조여래입상
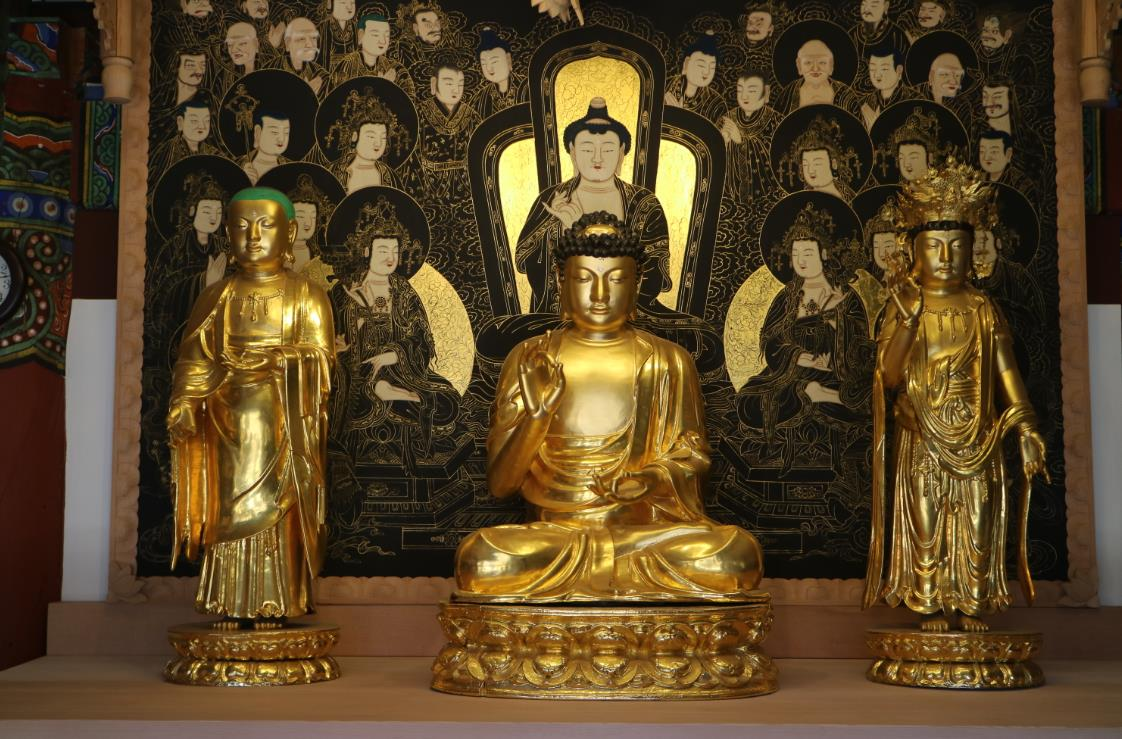
보물 2072호 원당암 아미타여래 삼존상 및 복장유물
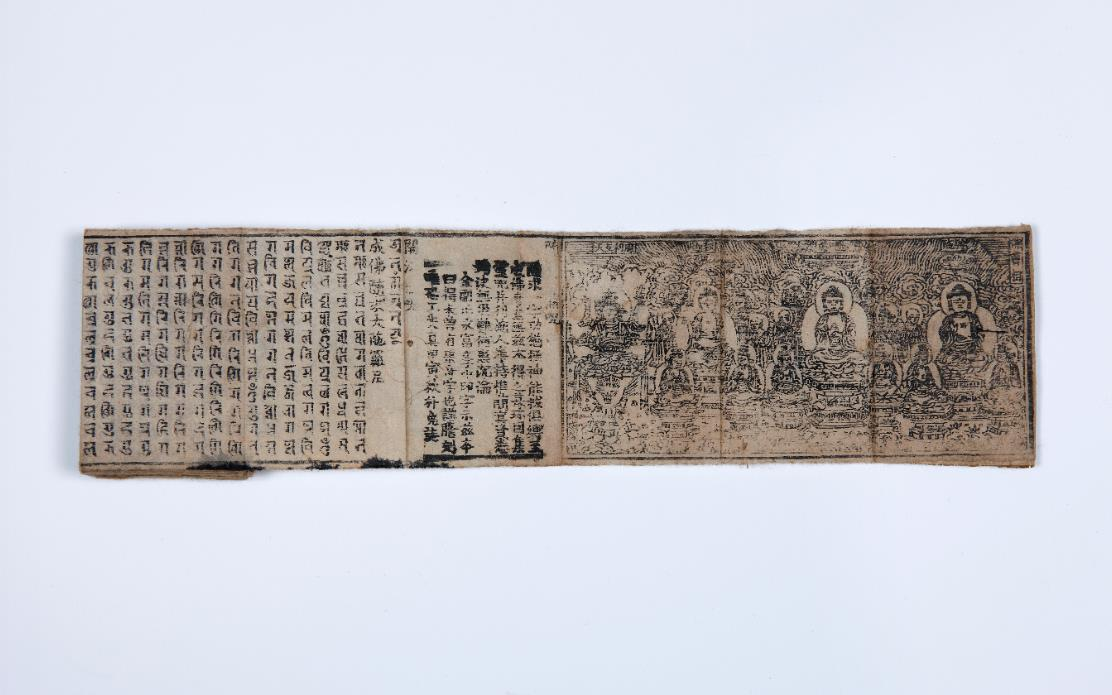
보물 2075호 원당암 아미타불 복장전적-제다라니

### 기타
- 경상남도 문화재자료 제331호 합천 해인사 존상도 : 조선 세조의 진영으로 전해지고 있다.
- 경상남도 유형문화재 제486호 합천 해인사 삼화상 진영
- 경상남도 유형문화재 제601호 합천 해인사 백련암 목조여래좌상
- 경상남도 유형문화재 제602호 합천 해인사 백련암 풍계집 목판
- 천연기념물 제541호 합천 해인사 학사대 전나무
- 중요민속문화재 제3호 광해군 내외 및 상궁 옷
- 명승 제62호 가야산 해인사 일원

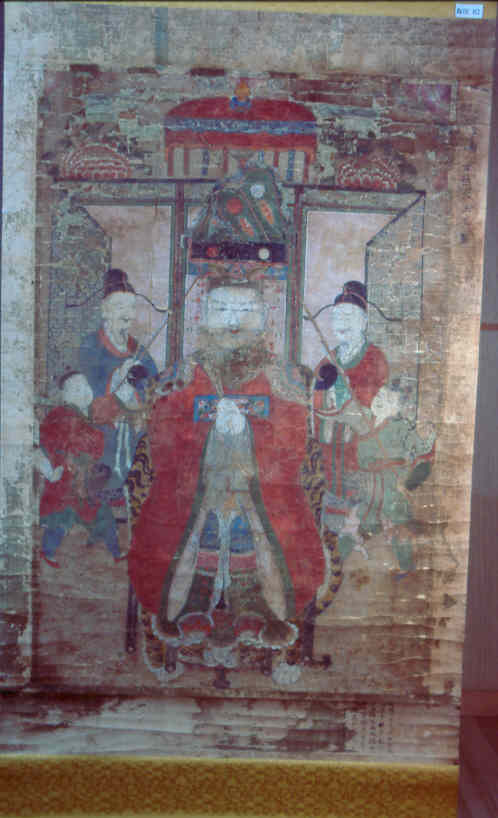
해인사 존상도
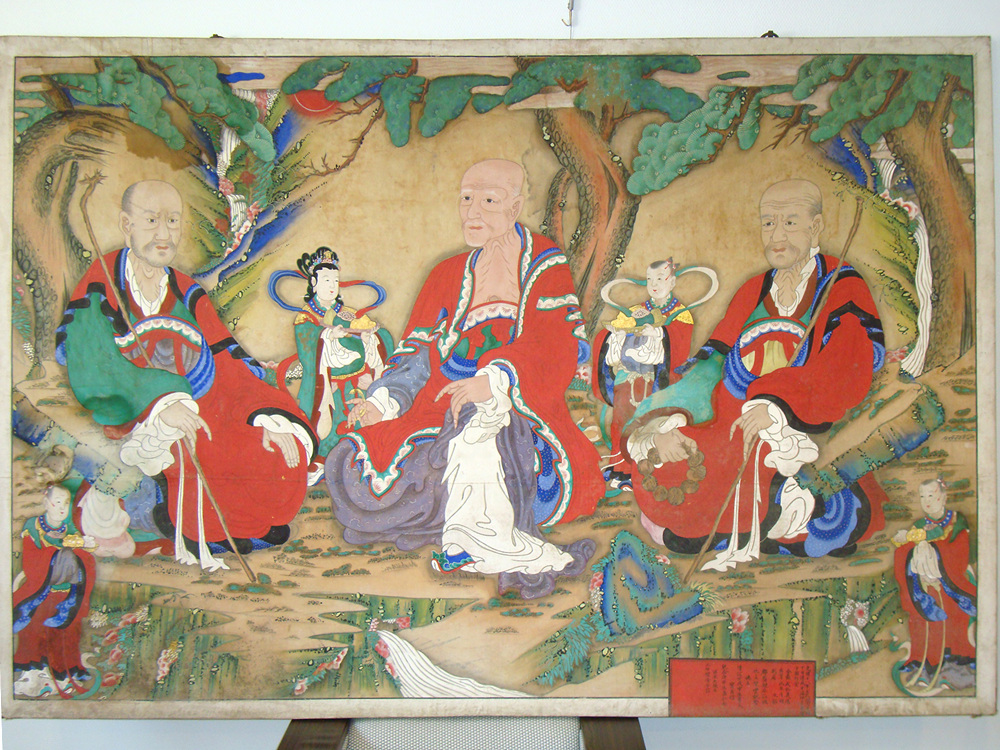
해인사 3화상 진영
해인사 백련암 목조여래좌상
해인사 백련암 풍계집 목판
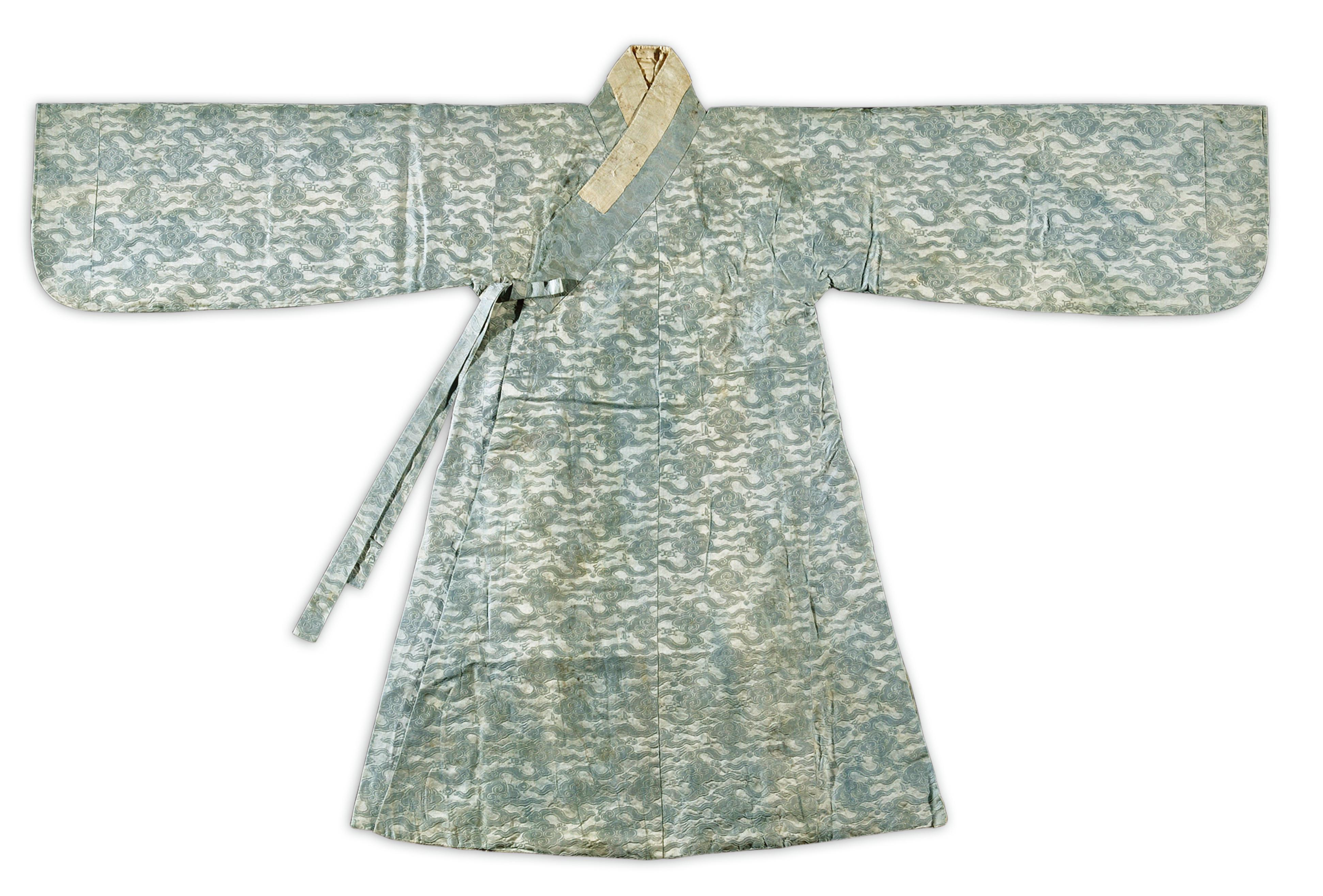
광해군 중치막

## 체험 및 시설

### 템플스테이
해인사에서는 내·외국인을 위한 다양한 템플스테이 프로그램을 운영하고 있다.
- 해인사 템플스테이 프로그램

## 같이 보기
- 한국의 불교
- 사찰음식